# Della Faille
Het huis Della Faille was een Zuid-Nederlandse adellijke familie, die zich verder heeft ontwikkeld onder het Belgisch koninkrijk.

## Oorsprong
De voorouders van de familie waren leden van de burgerij van Kortrijk met de naam Van der Faelge of Van der Failge.
De naam Della Faille werd voor het eerst gedragen door Pieter della Faille (ca. 1478-1546), die na een verblijf in Italië gefortuneerd terugkeerde naar Antwerpen en zijn geïtalianiseerde naam behield.

## Adel
- In 1562 werd Jan (de Oude) della Faille, burger en koopman in Antwerpen, vergunning verleend door keizer Ferdinand I om een wapenschild te dragen.
- In 1614 verkreeg Martin della Faille d'Huysse ("voor zoveel als nodig") adelsverheffing door de aartshertogen Albrecht en Isabella.
- In 1623 ontving Jean della Faille, heer van Nevele, de titel ridder vanwege koning Filips IV (familietak in 1801 uitgestorven). In 1625 zelfde titel voor secretaris van de Raad van State Charles della Faille d'Huysse (zonder mannelijke afstamming). In 1629 zelfde titel voor Pierre della Faille d'Assenede (zonder nakomelingen).
- In 1642 verleende koning Filips IV verheffing in de adel voor vier broers, kleinzoons van Jan della Faille de Oude: Jan, schepen van Antwerpen (nageslacht uitgedoofd 1712), Alexander, schepen van Antwerpen, Melchior, heer van Waerloos (ongehuwd) en Balthazar (zonder nageslacht). Hetzelfde jaar ook adelsverheffing voor drie broers, achterkleinzoons van Jan della Faille de Oude: Vincent, burgemeester van Vilvoorde (ongehuwd), Jerôme, advocaat (ongehuwd) en Augustin, secretaris van koning Filips IV (nageslacht de Leverghem).
- In 1641 de riddertitel voor Jean-Baptiste della Faille d'Huysse, in 1644 voor Jean-Baptiste della Faille d'Assenede (stamvader Assenede) en in 1655 voor Pierre della Faille d'Assenede.
- In 1670 een eerste baronstitel voor Jean-François della Faille d'Huysse met verheffing van de heerlijkheid Nevele tot baronie (familietak uitgedoofd in 1801). In 1676 verheffing tot baronie van de heerlijkheid Nevel-Roncheval voor Englebert della Faille, heer van Estaimpuis. In 1736 de titel baron voor François-Albert della Faille, heer van Oike, met verbinding van de titel aan de heerlijkheid Huise bij Zingem.
- In 1768 de titel graaf voor Emmanuel della Faille d'Assenede
- In 1816 werden onder het Verenigd Koninkrijk der Nederlanden in de adel erkend: François della Faille de Waerloos (benoeming ingetrokken), Charles della Faille de Waerloos (benoeming ingetrokken), François-Maximilien della Faille d'Huysse (baron), Joseph-Charles della Faille de Leverghem, Joseph-Sébastien della Faille d'Assenede (graaf).
- In 1843 uitbreiding van de titel baron op alle afstammelingen van volksvertegenwoordiger Adolphe della Faille d'Huysse, van senator Hippolyte della Faille d'Huysse, van Gustave della Faille d'Huysse en van Edouard della Faille d'Huysse.
- In 1893 de titel graaf voor senator Charles della Faille de Leverghem.
- In 1986 de titel burggraaf voor René della Faille de Waerloos.

## Familietakken

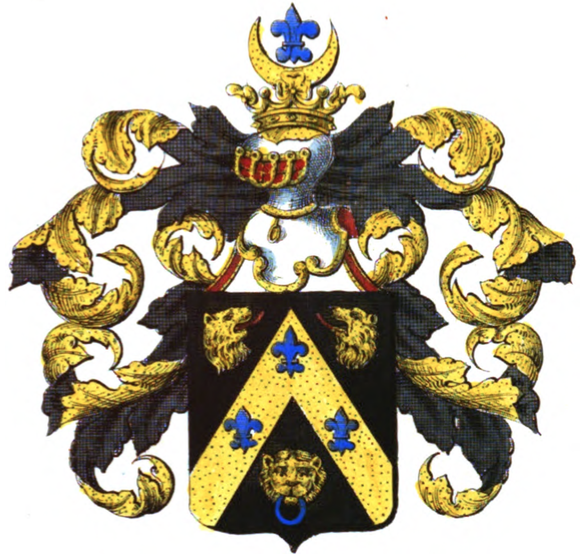
Wapen van de familie della Faille de Levergehem

- Pieter della Faille was gehuwd met Vincente Calvaert. Zij hadden twee zonen.
  - De oudste, Jan della Faille de Oude (1515-1581), was handelaar en schepen in Antwerpen.
    - Hij had drie zonen die voor een talrijk nageslacht hebben gezorgd.

  - De jongste, Pieter della Faille de Oude (1516-1581) had een beperkt nageslacht.

Jan della Faille de Oude wordt als de stamvader beschouwd door de afstammelingen. In 1965 kwamen ze bijeen op het kasteel van Waarloos, om er de 450ste verjaardag van zijn geboorte te herdenken. Op 3 oktober 2015 maakten de afstammelingen een rondvaart op de Schelde, om de 500ste verjaardag van zijn geboorte te vieren.
Naamdragers werden vanaf 1562 in de adelstand opgenomen. De familie splitste zich mettertijd in verschillende takken:
- De zoon van Jan, Jan de Jongere (ca. 1542-1618) werd stamvader van de tak Della Faille de Waerloos door het verwerven van de heerlijkheid Waarloos. De familie resideerde in het in 1789 gebouwde Den Brandt in Wilrijk en later, tot op vandaag, in het kasteel Groeningen in Kontich. Deze tak nam pas in 1889 de adellijke draad weer op, door een erkenning in de Belgische erfelijke adel ten gunste van René della Faille de Waerloos (1830-1902). Zijn achterkleinzoon René-Frédégand della Faille de Waerloos (1928) verkreeg in 1986 de persoonlijke titel van burggraaf. Hij is de enige van deze familietak en is in 2023 kinderloos gestorven, zodat deze tak is uitgestorven.
- Een andere zoon van Jan, Maarten della Faille (1544-1620), verkreeg de heerlijkheid Nevele en het kasteel van Ooidonk, die eerder aan Filips van Montmorency hadden toebehoord. Zijn nazaten werden baron van Nevele tot de Franse Revolutie. Deze tak Della Faille de Nevele heeft tegenwoordig geen nakomelingen meer.
- De tak Della Faille d'Huysse begon bij de verwerving van de heerlijkheid Huysse door dezelfde Maarten della Faille en door de verheffing van deze heerlijkheid in 1736 tot baronie ten voordele van François della Faille d'Huysse (1697-1782). Deze familie bezit de kastelen van Lozer, Leeuwergem en Zwijnaarde. De leden van deze familie dragen de titel baron. Deze tak heeft twee bijkomende loten, onder de naam 'della Faille d'Huysse de Montpellier de Vedrin' en 'della Faille d'Huysse van den Hecke de Lembeke' (in beide gevallen als gevolg van een adoptie).
- Een derde zoon van Jan della Faille de Oude, Karel della Faille (1545-1617), werd de stamvader van een tak die verschillende burgemeesters van Antwerpen leverde onder het ancien régime en zich nu Della Faille de Leverghem noemt, naar een heerlijkheid in Vrasene die door huwelijk in hun bezit kwam. Het hoofd van deze tak draagt sinds 1893 de titel graaf.
- De Gentse tak Della Faille d'Assenede, die afstamt van Pieter della Faille de Oude, verkreeg in 1768 de titel graaf van Assenede. Deze tak is in 1864 uitgestorven.

## Enkele telgen

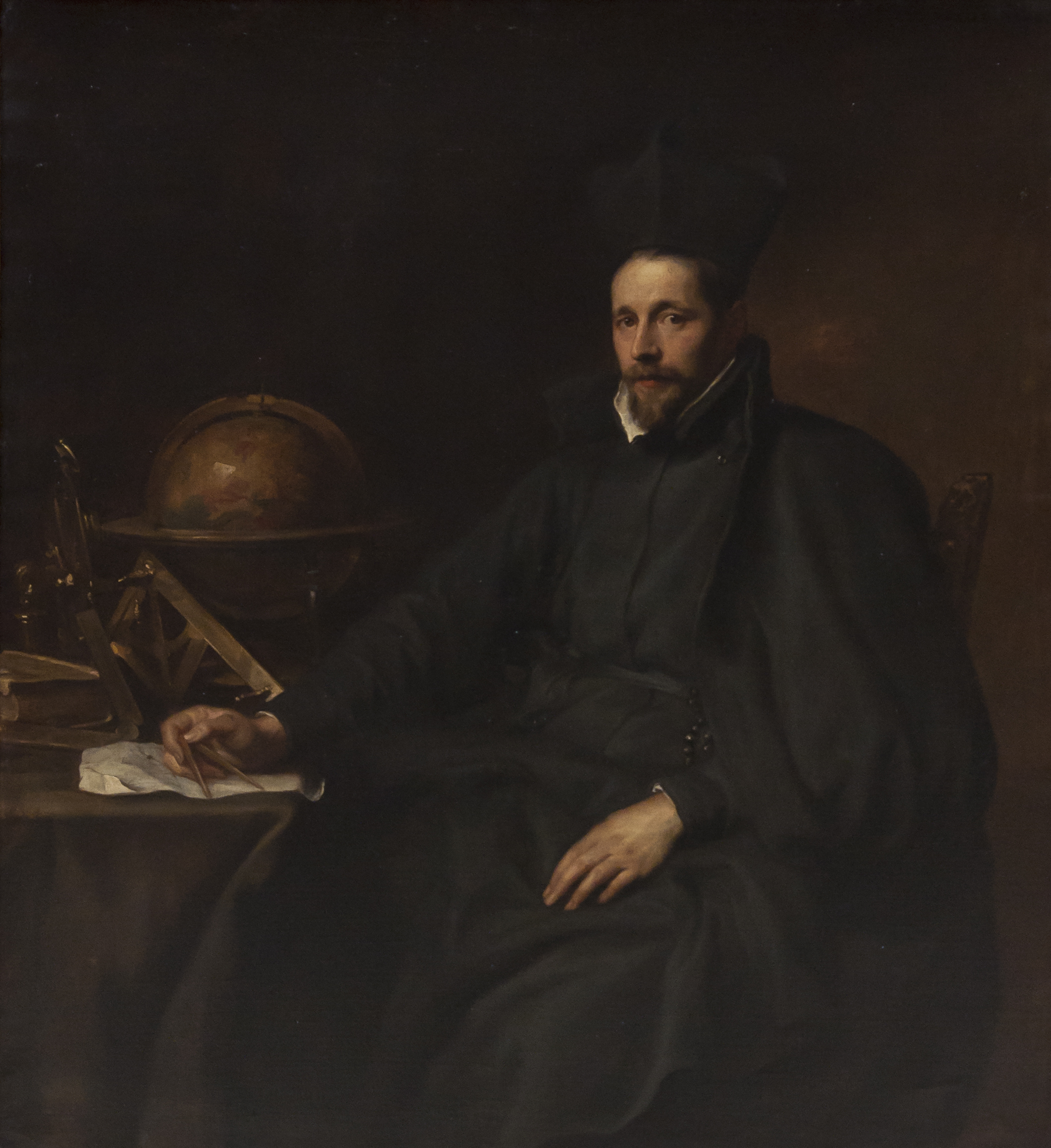
Eerw. Jan-Karel della Faille

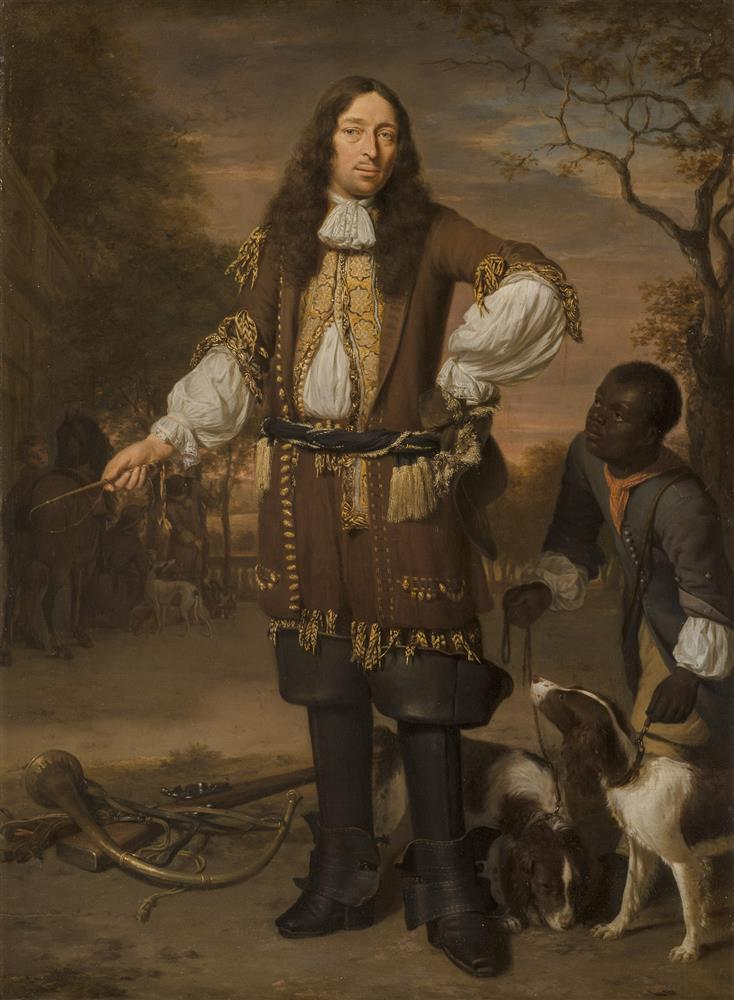
Johan de la Faille

### België

#### Della Faille
- Jan-Karel della Faille (1597-1652), jezuïet en wiskundige

#### De Waerloos
- Della Faille de Waerloos

#### d'Assenede
- Della Faille d'Assenede
- Joseph Sébastien della Faille d'Assenede (1756-1830), burgemeester van Gent

#### de Leverghem
- Della Faille de Leverghem
- Alphonse della Faille de Leverghem (1809–1879), volksvertegenwoordiger
- Charles della Faille de Leverghem, (1842-1902), senator
- Georges della Faille de Leverghem (1869-1944), diplomaat
- Pierre della Faille de Leverghem, (1906-1989), schrijver, dichter
- Alix della Faille de Leverghem (1941-2012), schoonmoeder van erfgroothertog Willem van Luxemburg
- Katia della Faille de Leverghem (1969), politica

#### d'Huysse
- Della Faille d'Huysse
- François della Faille d'Huysse (1771-1835), senator
- Adolphe della Faille d'Huysse (1798-1873), volksvertegenwoordiger
- Hippolyte della Faille d'Huysse (1799-1875), senator
- Herman della Faille d'Huysse (1846-1922), senator
- Agnès della Faille d'Huysse (1888-1971), senator, burgemeester, weerstander

### Nederland
- Johan de la Faille (1628-1713), schout van Delft en verzamelaar